# Habib Mejri
Pour les articles homonymes, voir Mejri.
 (janvier 2018).
Si vous disposez d'ouvrages ou d'articles de référence ou si vous connaissez des sites web de qualité traitant du thème abordé ici, merci de compléter l'article en donnant les références utiles à sa vérifiabilité et en les liant à la section « Notes et références ».
Habib Mejri ou Habib Majeri, né le 15 janvier 1954 et mort le 3 août 2023, est un joueur et entraîneur de football tunisien.

## Carrière d'entraîneur
Durant les éliminatoires de la coupe du monde 1986, il est à la tête de la sélection guinéenne.
- 1990-1991 : Olympique de Béja
- 1991-1993 : Club sportif de Hammam Lif
- 1994-1995 : Club sportif de Hammam Lif
- 1995-1997 : Avenir sportif de La Marsa
- 1997-1998 : Espérance sportive de Zarzis
- 1998 : Club sportif sfaxien
- 1998-1999 : Club sportif de Hammam Lif
- 1999-2000 : Union sportive monastirienne
- 2001-2003 : Avenir sportif de La Marsa
- 2004 : Jeunesse sportive kairouanaise
- 2005-2006 : Club sportif de Hammam Lif
- 2006-2007 : Avenir sportif de La Marsa
- 2008 : Club sportif de Hammam Lif
- 2008-2009 : Entraineur adjoint de l'équipe de Tunisie
- 2010 : Club africain
- 2010 : Jeunesse sportive kairouanaise
- 2010 : Avenir sportif de La Marsa
- 2012 : Stade tunisien
- 2021-2022 : Club sportif de Hammam Lif